# Dmitry Dolgopyat
Pour les articles homonymes, voir Dolgopyat.
Dmitry Dolgopyat (né le 1er novembre 1972) est un mathématicien russe qui travaille à l'Université du Maryland. Il est connu pour ses recherches sur les systèmes dynamiques.

## Carrière
Il obtient son diplôme de mathématiques à l'École d'état 57 de Moscou en 1989. De 1989 à 1994, il est étudiant de premier cycle à l'Université d'État de Moscou. De 1994 à 1997, il est inscrit à l'Université de Princeton, où il a obtenu un doctorat sous la direction de Iakov Sinaï avec une thèse intitulée « On Statistical Properties Of Geodesic Flows On Negatively Curved Surfaces ».

## Prix et distinctions
Il est conférencier invité en 2006, au Congrès international des mathématiciens à Madrid.
En 2009, il est lauréat du Prix Brin pour ses contributions fondamentales à la théorie de la dynamique hyperbolique, notamment pour ses travaux sur le mélange rapide de flux,,,

## Publications
- Keith Burns, Dmitry Dolgopyat, Yakov Pesin (éd) : « Geometric and Probabilistic Structures in Dynamics ». Workshop on Dynamical Systems and Related Topics in Honor of Michael Brin on his 60th Birthday. March 15—18, 2008. University of Maryland, College Park, MD. Providence: American Mathematical Society, 2008. — 340 pp.
- Nikolai Chernov, Dmitry Dolgopyat : « Brownian Brownian Motion-I ». Société mathématique de France, 2009. — 193 pp.
- Dmitry Dolgopyat : « Repulsion from Resonances ». Société mathématique de France, 2010. — 119 pp.
- Dmitry Dolgopyat,Yakov Pesin, Mark Pollicott, Luchezar Stoyanov (éd). « Hyperbolic Dynamics, Fluctuations and Large Deviations ». Proceedings of Symposia in Pure Mathematics. Providence: American Mathematical Society, 2015. — 339 pp.